# Elisabeth van den Berg
Elisabeth van den Berg genannt Lysken Becx (geboren um 1552 in Helmond; gestorben 1619 ebenda) war eine niederländische Gastwirtin, die einen Aufstand verhindern konnte.

## Leben
Elisabeth van den Berg war die Tochter der Maria (auch Margriet genannt) van den Berg und des Stadtsekretärs Joost Jansz. van den Berg (gestorben in Helmond 1572), der ab 1556 auch Gerichtsvollzieher und bis zu seinem Tod im Jahr 1572 Amtmann war. Sie heiratete den Gastwirt Jan Becx; aus der Ehe gingen mindestens zwei Töchter und drei Söhne hervor. Durch ihre Heirat mit Jan Becx wurde Elisabeth van den Berg Wirtin des renommierten Gasthofs „De Wilde Man“ am Marktplatz von Helmond, wo sich oft wichtige Persönlichkeiten wie der Magistrat von Helmond trafen. Nach dem Tod ihres Mannes führte sie das Geschäft weiter, was aus den an sie geleisteten Zahlungen hervorgeht. Im Jahr 1603 logierten die Hauptleute der Garnison im Gasthof der Witwe Becx. Dabei hörte sie, dass man aus Unzufriedenheit mit der Bezahlung einen Anschlag auf Eindhoven plante. In aller Eile schrieb sie eine Nachricht an den Gouverneur des Kempenlandes, um ihn zu warnen. Auf diese Weise konnte der Angriff verhindert werden.